# Дружный (Адыгея)
Дружный — посёлок в Тахтамукайском районе Республики Адыгея России. Входит в Энемское городское поселение. Посёлок расположен в 2 км к северо-западу от административного центра поселения посёлка Энема. Окружают рисовые чеки. 

## Население
| 2002 | 2010 | 2013 | 2014 | 2015 | 2016 | 2017 |
| ---- | ---- | ---- | ---- | ---- | ---- | ---- |
| 229  | ↗412 | ↗433 | ↗446 | ↘445 | ↗448 | ↘447 |
| 2018 | 2019 | 2020 | 2021 | 2023 | 2024 |      |
| ↗448 | ↗459 | ↗471 | ↘337 | ↘335 | ↘325 |      |

По данным Всероссийской переписи населения 2021 года:
| Народ               | Численность, чел. | Доля от всего населения, % |
| ------------------- | ----------------- | -------------------------- |
| русские             | 284               | 84,27 %                    |
| армяне              | 23                | 6,82 %                     |
| адыги               | 14                | 4,15 %                     |
| другие / не указано | 16                | 4,75 %                     |
| всего               | 337               | 100,0 %                    |

## Улицы
- Крестьянская,
- Рабочая.